# Quercus hirtifolia
Quercus hirtifolia är en bokväxtart som beskrevs av M.L.Vázquez, S.Valencia och Kevin Clark Nixon. Quercus hirtifolia ingår i släktet ekar, och familjen bokväxter. Inga underarter finns listade.